# Grande peste de Naples
La grande peste de Naples de 1656 est une épidémie de peste qui dévasta une partie de l'Italie, en particulier le royaume de Naples en 1656. Elle commença à Naples provenant selon toute vraisemblance de Sardaigne, et causa la mort de 250 000 personnes sur une population estimée à 450 000 habitants. Dans le reste du royaume, le taux de mortalité oscille entre 50 et 60 % de la population. Gustaw Herling-Grudziński, citant les chiffres des chroniques, parle de 300 000 à 400 000 morts pour l'une des plus grandes villes d'Europe à l'époque. 

## Historique

### Contexte historique
Au XVIIe siècle, Naples dut faire face à des malheurs divers : 
- En 1631, l’éruption du Vésuve a frappé la population jusqu’aux abords de la cité. Cet évènement incita de nombreux habitants des lieux sinistrés à se réfugier à Naples[2]. Ce fait eut des répercussions qui s’avérèrent fatales en augmentant la densité déjà très élevée de certains rioni, exposant la population à d’importants risques sanitaires et par conséquent à la contagion.
- La révolution de 1647 aux diverses phases dramatiques.

C'est dans ce contexte de crise que survint l’épidémie de peste.

### Vulnérabilité sanitaire
La ville ne possédait pas de réseau d'égout ; ne pouvait pas compter sur des réserves suffisantes en eau potable et le nombre élevé d’animaux, les infrastructures routières dégradées constituèrent les bases de la propagation de la contagion apportée par les navires sardes.
Dans le reste du royaume, la situation était similaire, favorisant la mort d’environ 600 000 personnes.

### Propagation de l'épidémie
« À Naples dans le rione Lavinaio, très peuplé, on constata les premiers décès au début du mois mars 1656 ; ces morts ont été considérées étranges par leur quantité, âge, et  modalité. Le rione Lavinaio à Naples était la partie la plus basse de la ville et se situait à proximité du port. La peste arriva à Naples par la mer depuis les navires marchands venant de Sardaigne. »

Le chaos arriva bien avant la mise en place d’une organisation efficace de la prévention et la situation devint rapidement incontrôlable. Néanmoins l’épidémie a été combattue malgré les 250 000 morts dans une ville qui comptait 450 000 habitants. Dans la périphérie rurale du royaume, ce fut une véritable catastrophe avec une mortalité avoisinant les  50 à 60 % de la population.
L'épidémie dans la capitale a eu un cours assez rapide − quelques mois − par rapport au vaste territoire du royaume où elle a été présente plus longtemps.
Les zones rurales comme le Cilento ont été libérées du fléau seulement vers la fin de 1658, alors que dans d'autres endroits de la région, la peste prend fin en 1657.
Ces éléments semblent démontrer que, malgré les difficultés, les institutions publiques de la capitale ont pu mettre en place dans l’urgence une « action préventive » plus efficace qu'ailleurs.

### Conséquences
« Le terrible fléau avec ses 150 000 cadavres mit la capitale vraiment à genoux. Là où avaient échoué le Vésuve et la révolte, réussit l’épidémie pestilentielle ... »

— Nino Leone, La vita quotidiana a Napoli ai tempi di Masaniello
Une fois l’épidémie éteinte, la ville donnait une impression de dépeuplement : plusieurs générations d’intellectuels, hommes politiques, artistes furent anéanties.
De nombreux érudits de l’époque se sont montrés fortement préoccupés par ce qui arrivait car la capitale était pour ainsi dire « à genoux ». Malgré tout, Naples réussit à se rétablir déjà à la fin du siècle.
Pour avoir une idée précise de la dévastation que la peste provoqua en 1656 dans le royaume de Naples, il suffit de comparer le nombre d’habitants relatifs à l’année 1648 avec ceux de l’année 1669. Les données de ces deux années sont superposables pour chaque bourgade et région limitrophe.
La Campanie a payé le prix le plus élevé à l'épidémie de peste avec près de la moitié des familles détruites, des villes vidées comme Aversa, Teano, Pouzzoles et les petites villes presque éteintes. Le cas de Giffoni Valle Piana, où 1 200 personnes sont mortes, et  Trentinara, où les victimes étaient 460 et les survivants entre 60 et 80.
Certains centres disparaissent, la majorité eut des pertes humaines tellement élevées qu'il leur fallut un siècle pour revenir à la même population.

### La reprise démographique
« La croissance démographique reprit de manière sérieuse au cours des premières décennies du XVIIIe siècle. Et même si la peste de 1656 décima la population à la fin du Seicento, Naples possédait un nombre d’habitants supérieur au début du Cinquecento. Si Londres n'avait pas grandi au cours du  Seicento malgré l’incendie qui l’a dévastée, Naples serait au début du Settecento, non la troisième, mais, après Paris, la seconde ville d’Europe. »

### La contagion de Rome
Peu après Naples, Rome fut à son tour atteinte par l’épidémie. La contagion fut introduite par un marin napolitain logé dans un hôtel de Montefiore, à Trastevere. Au premier abord, la situation fut sous-évaluée et sur une population un peu en deçà de 100 000 habitants, les morts furent 14 473 dont 11 373 sur la rive gauche du Tibre et 1 600 à Trastevere.

### Le tableau de Micco Spadaro
La Piazza Dante ressemble sur la toile à un puits mis à sec. Les murs nus de la place  renforcent l'impression d'un lieu fermé dans lequel « un enchevêtrement de corps petits, insignifiants, tourmentés, condamnés, pris dans le sombre filet de la mort. ».

## Sources
- (it) Cet article est partiellement ou en totalité issu de l’article de Wikipédia en italien intitulé « Peste del 1656 » (voir la liste des auteurs).